# NGC 3855
NGC 3855 est une vaste galaxie spirale barrée relativement éloignée et située dans la constellation de la Grande Ourse. Sa vitesse par rapport au fond diffus cosmologique est de 9 592 ± 20 km/s, ce qui correspond à une distance de Hubble de 141,5 ± 9,9 Mpc (∼462 millions d'al). NGC 3855 a été découverte par l'astronome prussien Heinrich d'Arrest en 1864. Cette galaxie a aussi été observée par l'astronome français Stéphane Javelle le 11 juin 1896 et elle a été inscrite à l'Index Catalogue sous la cote IC 2953.
La présence d'un anneau entourant le bulbe (r) et d'un pseudo-anneau (R') autour de la galaxie sont clairement visibles sur l'image obtenue des données de l'étude SDSS.
La classe de luminosité de NGC 3855 est II et c'est aussi une galaxie à noyau actif (AGN). Selon la base de données Simbad, NGC 3855 est une galaxie LINER, c'est-à-dire une galaxie dont le noyau présente un spectre d'émission caractérisé par de larges raies d'atomes faiblement ionisés.
En raison d'une brillance de surface égale à 14,08 mag/am2, on peut qualifier NGC 3855 de galaxie à faible brillance de surface (LSB en anglais pour low surface brightness). Les galaxies LSB sont des galaxies diffuses (D) avec une brillance de surface inférieure de moins d'une magnitude à celle du ciel nocturne ambiant.